# Coccoloba fallax
Coccoloba fallax är en slideväxtart som beskrevs av Gustav Lindau. Coccoloba fallax ingår i släktet Coccoloba och familjen slideväxter. Inga underarter finns listade i Catalogue of Life.